# Eggenburg
Eggenburg osztrák város Alsó-Ausztria Horni járásában. 2024 januárjában 3508 lakosa volt. 

## Elhelyezkedése

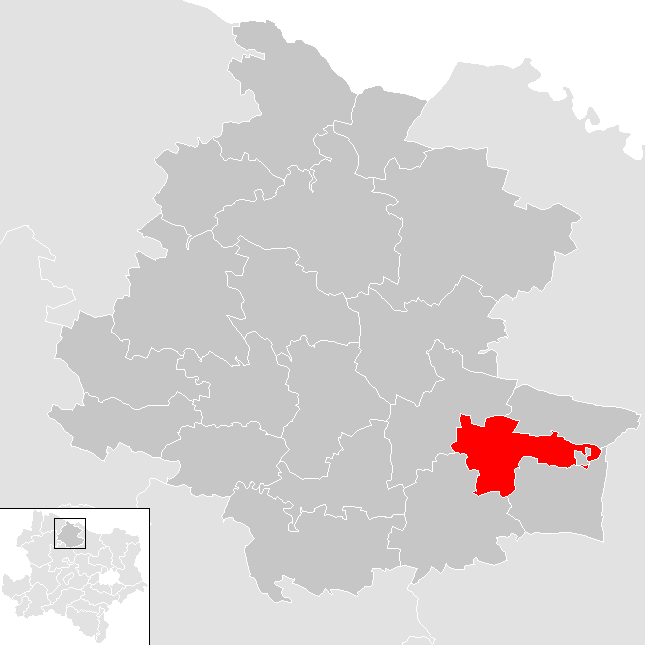
Eggenburg a Horni járásban

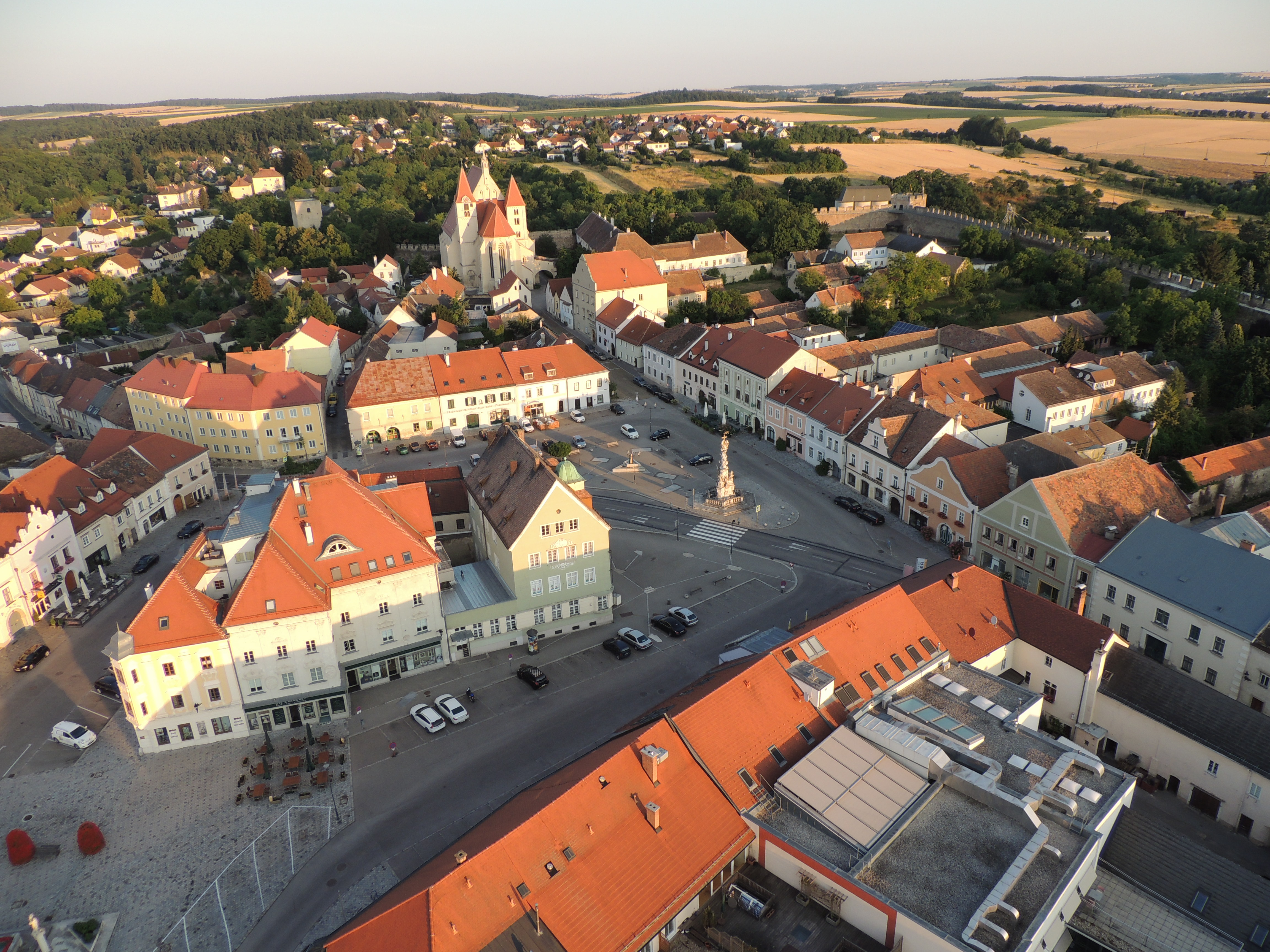
A főtér

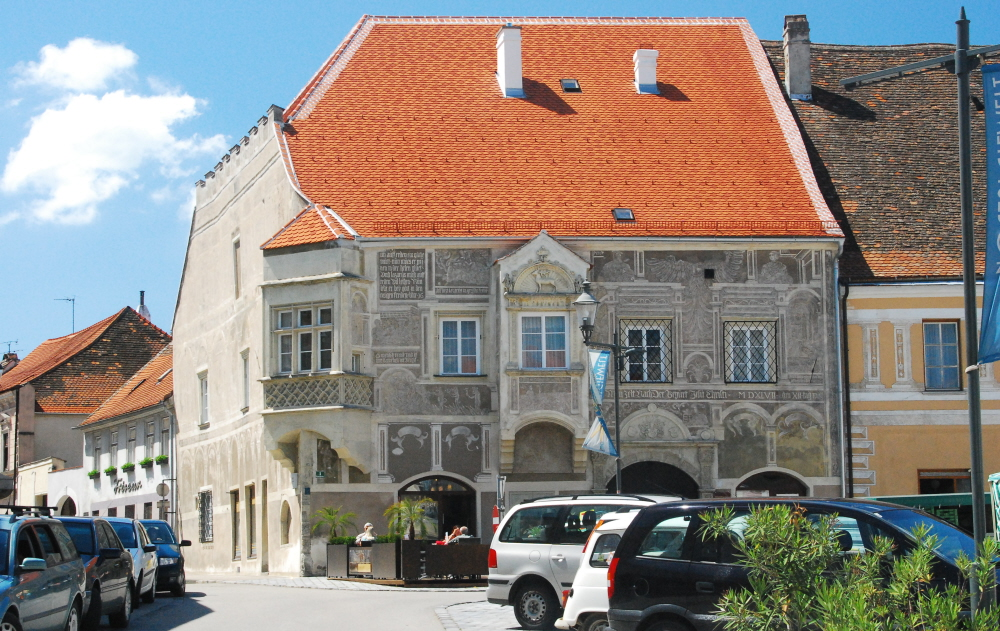
A sgrafittós ház

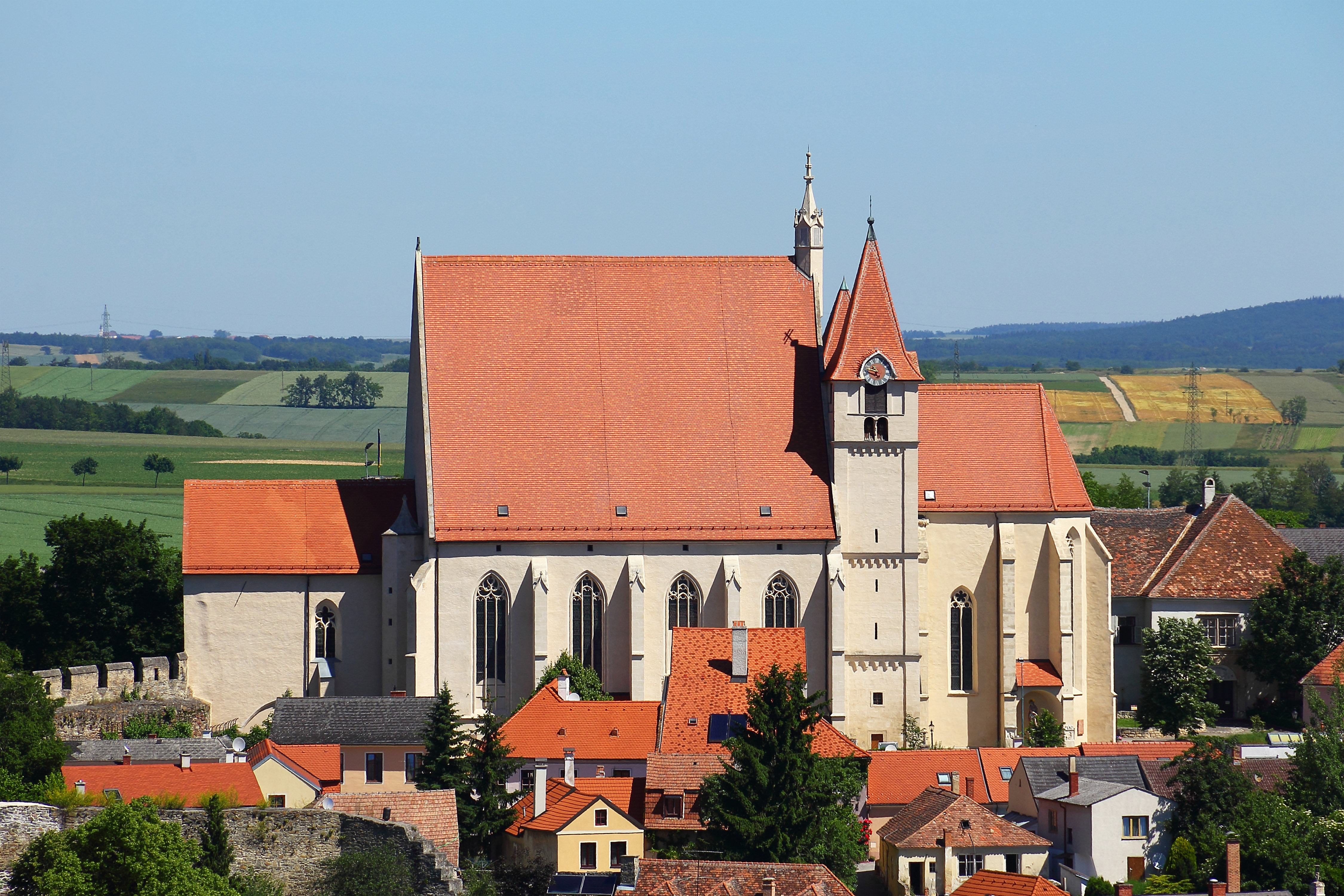
A Szt. István-plébániatemplom

Eggenburg a tartomány Waldviertel és Weinviertel régióinak határán fekszik a Schmida folyó mentén. Területének 12,2%-a erdő, 3,3% szőlő, 69,2% áll egyéb mezőgazdasági művelés alatt. Az önkormányzat 4 települést egyesít: Eggenburg (3061 lakos 2024-ben), Engelsdorf (103), Gauderndorf (101) és Stoitzendorf (243).
A környező önkormányzatok: északkeletre Röschitz, délkeletre Straning-Grafenberg, délnyugatra Burgschleinitz-Kühnring, északnyugatra Meiseldorf.

## Története
Eggenburg őskori leleteiről vált híressé, róla neveztek el Eggenburgiumnak a Paratethys tenger 18-20 millió évvel ezelőtti lokális üledékrétegét. 
A települést a 11. században alapították és 1125 körül említik először. Birtokosai a Babenbergek vazallusai voltak, illetve a Kuenring nemzetség egyik ága szintén von Eggenburgnaknak nevezte magát. 1150 után a települést megerődítették és mivel fontos kereskedelmi útvonalakon feküdt, gyorsan gyarapodott. A 12. században már mezővárosi és vámszedő joggal rendelkezett, 1277-ben pedig Eggenburg városjogot kapott. Jelentős zsidó közösség alakult ki, és messze földön használták az eggenburgi gabonavékát.
Bár 1428-ban kifosztották az Alsó-Ausztriába betörő cseh husziták, 1486-1490 között pedig Mátyás magyar király tartotta megszállva, a város virágzott. A harmincéves háború során 1619-ben a császári csapatok, 1645-ben a svédek foglalták el. 1623-ban az uradalmat eladták a jezsuitáknak, majd később az altenburgi apátságra szállt. A vár romlásnak indult, és az 1808-as nagy városi tűzvészben az öregtorony kivételével teljesen leégett. 1809-ben a francia, 1866-ban pedig a porosz megszállás következett. A 19. századi iparosodás során kisebb gyárak épültek, többek között egy pamutgyár, egy ametisztbánya, téglaégető kemencék, egy sörfőzde és egy pótkávéüzem. A város azonban leginkább Johann Krahuletz helytörténész és gyűjtő munkásságának és a róla elnevezett múzeumnak köszönhetően vált ismertté, amely 1902-ben nyílt meg, és Alsó-Ausztria egyik legfontosabb regionális múzeuma.

## Lakosság
Az eggenburgi önkormányzat területén 2024 januárjában 3508 fő élt. A lakosságszám 1939-ben érte el a csúcspontját 4930 fővel, azóta csökkenő tendenciát mutat. 2022-ben az ittlakók 92,7%-a volt osztrák állampolgár; a külföldiek közül 1% a régi (2004 előtti), 2,1% az új EU-tagállamokból érkezett. 1,4% a volt Jugoszlávia (Horvátország és Szlovénia kivételével) vagy Törökország; 2,8% egyéb ország polgára volt. 2001-ben a lakosok 86,8%-a római katolikusnak, 1,2% evangélikusnak, 0,4% ortodoxnak, 4,4% mohamedánnak, 5,8% pedig felekezeten kívülinek vallotta magát. Ugyanekkor 14 magyar élt a városban; a legnagyobb nemzetiségi csoportot a németek (92,2%) mellett a bosnyákok alkották 2,8%-kal. 
A népesség változása:

| 2016 | 3 569 |
| 2018 | 3 540 |

## Látnivalók

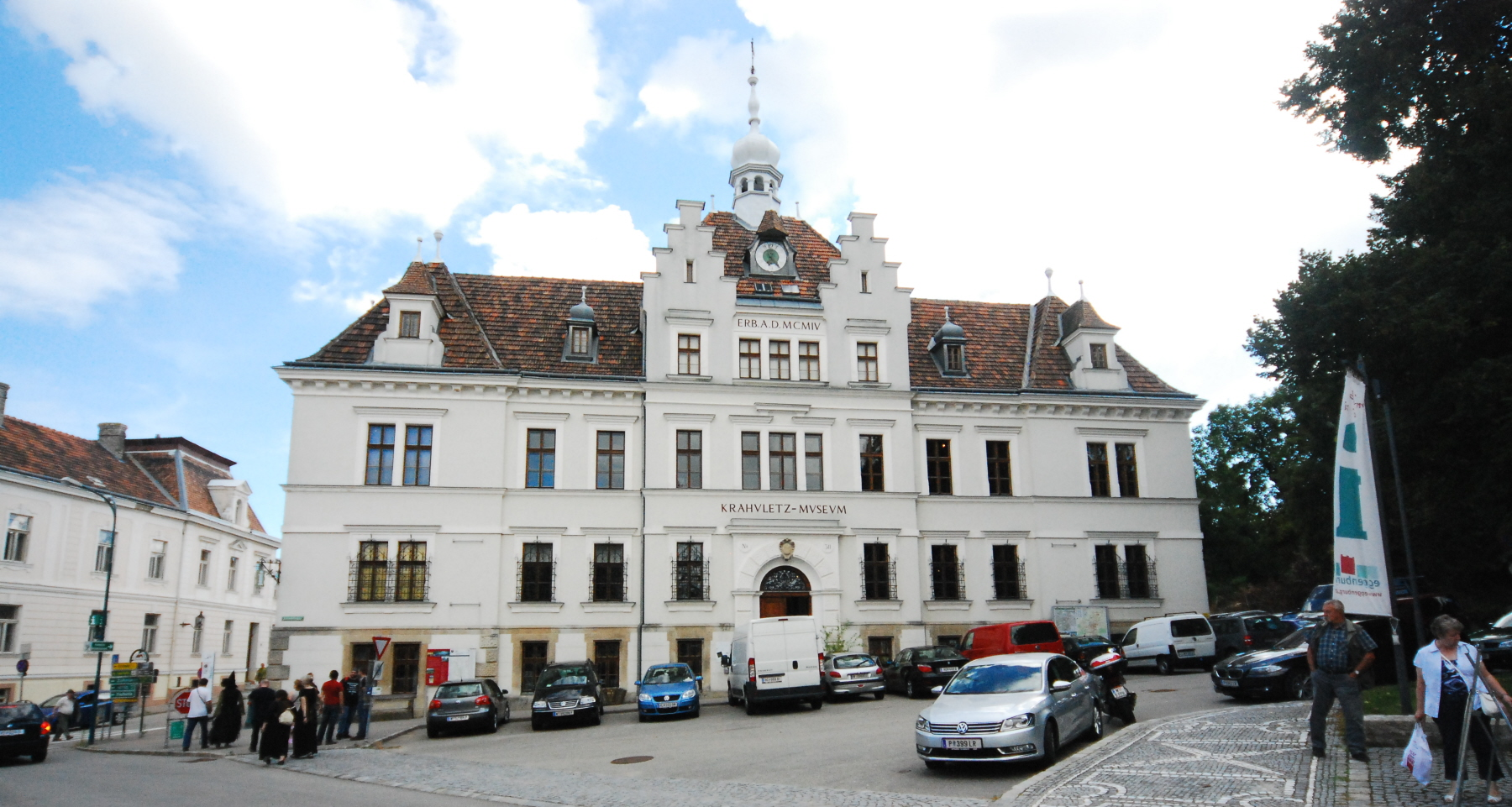
A Krahuletz-múzeum

- a főtér gótikus lakóházaival, Mária- és Szentháromság-oszloppal, pellengérrel, szökőkúttal
- az 1547-es sgrafittós ház
- a Szt. István-plébániatemplom és a csontháza
- a középkori városfal
- a Krahuletz-múzeum

## Fordítás
- Ez a szócikk részben vagy egészben  az   Eggenburg című német Wikipédia-szócikk ezen változatának fordításán alapul.  Az eredeti cikk szerkesztőit annak laptörténete sorolja fel. Ez a jelzés csupán a megfogalmazás eredetét és a szerzői jogokat jelzi, nem szolgál a cikkben szereplő információk forrásmegjelöléseként.